# Museo delle palafitte del lago di Ledro

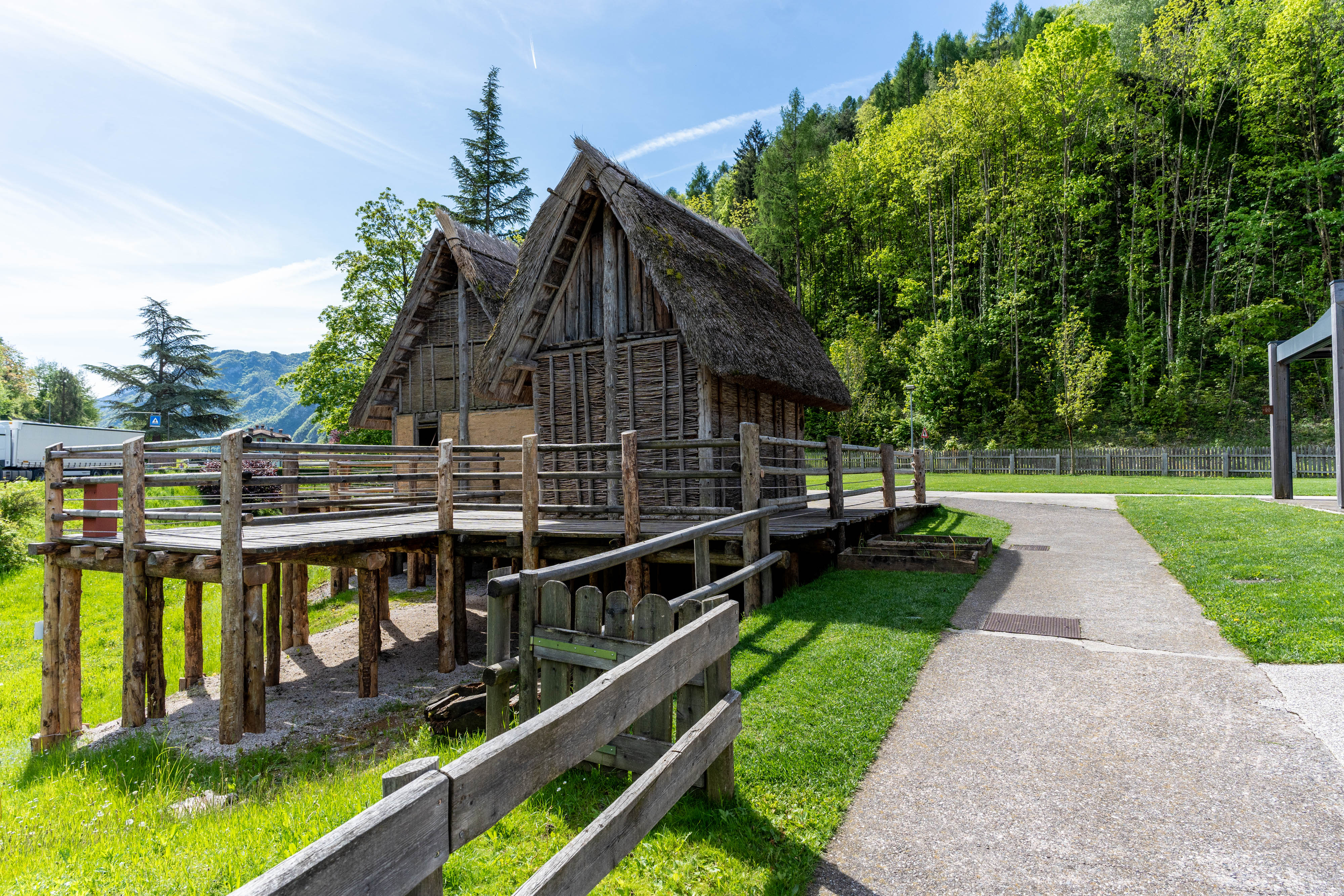
Museo delle Palafitte del Lago di Ledro, MUSE - Archivio MUSE fotografo Matteo De Stefano (2024)

Il Museo delle palafitte del lago di Ledro è una sezione del MUSE che si trova a Molina di Ledro, sulla costa orientale del Lago di Ledro.
Nel 2011, il sito è stato proclamato Patrimonio dell’UNESCO.
Oltre alle palafitte sono visibili oggetti di uso comune di 1900~ anni fa.

## Storia
Le Palafitte furono scoperte a nel 1929 in seguito a un abbassamento temporaneo del livello dell'acqua, per la costruzione di una centrale idroelettrica a Riva del Garda. Furono effettuati degli scavi ma in seguito il livello dell'acqua fu rialzato e questi furono interrotti. Tra il 1937 e il 1938 ci fu una grande siccità, il livello dell'acqua si abbassò nuovamente e i lavori di scavo ripresero, a cura della soprintendenza e dell'Università degli Studi di Verona. In seguito ad occuparsi dei lavori fu il Museo tridentino di scienze naturali.

Il museo delle palafitte è nato tra la fine degli anni sessanta e l'inizio degli anni settanta.